# Список умерших в 536 году

## Январь
- 25 января — Император Анкан, 27-й император Японии (531—536).

## Апрель
- 22 апреля — Агапит I, Папа Римский (535—536).

## Август
- 30 августа — Флавий, епископ Реймса (535—536).

## Декабрь
- Теодахад, король остготов (534—536).

## Дата смерти неизвестна или требует уточнения
- Гермоген, византийский политический деятель, магистр оффиций.
- Кирилл, восточноримский военный деятель.
- Маркелл, восточноримский военный деятель.
- Мунд, византийский полководец.
- Помпоний Неаполитанский, епископ Неаполитанский.
- Сергий Решайнский, учёный-мыслитель, медик и переводчик.
- Тао Хунцзин, даосский учёный и алхимик эпохи Шести династий.
- Урсицин Равеннский, архиепископ Равенны (533—536), святой католической церкви.